# Juan Ramón Barcia Ferraces de la Cueva
Juan Ramón (de) Barcia (Ferraces) de la Cueva (Rianjo, 20 de octubre de 1767-Santiago de Compostela, 1839) fue un médico español, profesor de la Universidad de Santiago de Compostela e introductor de la vacuna de Edward Jenner (vacuna de la viruela) en Galicia, hermano del político liberal Roque Barcia Ferraces de la Cueva y tío del lexicógrafo y político demócrata Roque Barcia Martí.

## Biografía
De luenga y antigua familia hidalga galaica con casa solariega en San Miguel de Cora, solía firmar como Barcia y de la Cueva, tomando el segundo apellido de su abuela. Al parecer, se tituló en Artes en Santiago, donde también inició estudios de medicina, titulándose de bachiller en esta disciplina en junio de 1792 y realizó las prácticas preceptivas en el Hospital Real y, sin llegar a licenciarse, recibió sin embargo permiso del Real Protomedicato para ejercer la medicina en ese mismo año de 1792. Iniciaba así una extensa estirpe familiar de médicos y neurólogos destacados hasta el mismo siglo XX incluido. Ejerció como médico titular del monasterio de Oseira seis años e hizo sustituciones en la Universidad de Santiago. Fue nombrado médico titular del cabildo y del obispo de Tuy, y luego titular del hospital de Tuy, para lo que se trasladó allí en 1799. En esta ciudad fue también procurador general. Al estallar la Guerra de la Independencia (1808), pagó con sus propios recursos una tropa contra los franceses.
Advenido el Trienio Liberal (1820-1823) sus actividades antiliberales (presidió la Junta Apostólica de Tuy constituida en marzo de 1820 destinada a derrocar militarmente la proclamación de la Constitución de 1812 y fue designado para contactar con los miguelistas de Portugal para conseguir hombres y armas contra los constitucionales) le valieron un encierro en Portugal de 19 meses y, condenado a muerte en rebeldía e incautados sus bienes en 1822, se desterró a Dinamarca; pero vuelto con la restauración de Fernando VII, fue recompensado por sus ideas absolutistas; siendo profesor sustituto en 1824, opositó y obtuvo la cátedra de Clínica Médica en la Universidad de Santiago de Compostela en 1826, de un  modo un tanto irregular (obtuvo el título de licenciado en Medicina en la Universidad de Valladolid en ese mismo año de 1826). Pero, concluida la Década ominosa con el fallecimiento de Fernando VII, el gobierno liberal vuelto del exilio, en la persona del general Pablo Morillo, lo depuró despojándole de la cátedra en 1835 y del cargo de médico titular en el Hospital de Santiago, siendo confinado en Ferrol, donde se le permitió ejercer la medicina privada. Estos desaires lo transformaron no ya en el fiero absolutista y apostólico que era, sino en un carlista. 
Se casó con Prisca Nalda y Vinuesca, de la que tuvo un hijo también médico y profesor universitario, Juan Ramón Barcia y Nalda (1825-1902), que no debe ser confundido con su padre. Fue vicepresidente de la Real Academia de Medicina y Cirugía de Galicia, constituida en Santiago el 7 de abril de 1831 por una orden de 1827, como en otros lugares del reino, seguramente apadrinado por Nazario Eguía, capitán general y presidente de la misma, de forma que Barcia era de facto su director. Tras un ruidoso escándalo con motivo del fallecimiento de una paciente suya, la joven Rita Castillo, de cuyo asesinato acusó a sus padres y hermanos en varios libelos impresos, murió en Santiago el año 1839, dejando a su familia en precaria situación económica, aunque hay quien dice que en realidad pudo fallecer en Ferrol en 1840.
Introdujo la vacuna de Edward Jenner muy poco después de haber sido creada por este médico y vacunó a la población del Sur de Galicia y Norte de Portugal.